# Ашфилд, Кит
Кит Ашфилд (англ. Keith Ashfield; 28 марта 1952, Фредериктон, Нью-Брансуик — 22 апреля 2018, Линкольн, Нью-Брансуик) — канадский предприниматель и политик. Депутат Законодательного собрания Нью-Брансуика в 1999—2008 годах (заместитель спикера с 1999 по 2003), министр природных ресурсов и энергетики Нью-Брансуика (2003—2006). С 2008 по 2015 год — депутат Палаты общин Канады от Консервативной партии, член правительственного кабинета Стивена Харпера в 2008—2013 годах (в том числе как министр рыболовства и региональный министр по делам Нью-Брансуика), член Тайного совета королевы для Канады.

## Биография
Кит Ашфилд родился в 1952 году во Фредериктоне в семье Джека Ашфилда и Норы Локк. Окончил Университет Нью-Брансуика по специальности «деловое администрирование», после чего занимался бизнесом как ведущий менеджер в местных компаниях и как владелец собственных. Путь в политику начал как член попечительских советов по школьному образованию на местном, провинциальном и национальном уровне (в том числе занимая посты директора и председателя финансовой комиссии Канадской ассоциации школьных советов). Вступив в Прогрессивно-консервативную партию Канады, несколько лет пробыл директором Ассоциации членов прогрессивно-консервативной партии в Нью-Брансуике.
В 1999 году Ашфилд был избран в Законодательное собрание Нью-Брансуика от избирательного округа Нью-Мэриленд. В новом созыве Законодательного собрания занял посты заместителя спикера и председателя комитета всей палаты. После победы на следующих провинциальных выборах в 2003 году он был включён в состав кабинета Бернарда Лорда в качестве министра природных ресурсов. Это министерство Ашфилд возглавлял до 2006 года. Свой третий срок в Законодательном собрании, с 2006 по 2008 год, он провёл в оппозиции.
В 2008 году Ашфилд был избран депутатом Палаты общин Канады от Консервативной партии по избирательному округу Фредериктон. С октября 2008 по январь 2010 года он был государственным министром по Агентству возможностей Атлантической Канады (англ. Atlantic Canada Opportunities Agency). В январе 2010 года Ашфилд получил в правительственном кабинете Стивена Харпера посты министра национальных доходов, министра по Агентству возможностей Атлантической Канады и министра по проекту Атлантических ворот (англ. Atlantic Gateway). Первые две должности он занимал до мая 2011 года, а в последней оставался и после победы на очередных федеральных выборах. Одновременно с этим Ашфилд был в мае 2011 года назначен министром рыболовства Канады и занимал этот пост до июля 2013 года. С 2010 по 2013 год он также занимал пост регионального министра по делам Нью-Брансуика.
В 2012 году, во время работы в федеральном парламенте Ашфилд перенёс инфаркт миокарда и операцию на открытом сердце. На следующий год у него была диагностирована неходжкинская лимфома, борьбу с которой врачи с переменным успехом продолжали несколько лет. Очередные федеральные выборы в октябре 2015 года Ашфилд проиграл.
В марте 2018 года Ашфилд сообщил в интервью, что его здоровье «в прекрасном состоянии» и что он намерен участвовать в выборах в Палату общин осенью следующего года. Однако в конце апреля он в возрасте 66 лет внезапно скончался во сне у себя дома, как сообщила его семья, по-видимому, от инфаркта. Ашфилд оставил после себя жену Джуди и двоих детей — Сета и Тару.